# Елица Тодорова (художничка)
Елица Христова Тодорова е български художничка.

## Биография
Родена е в с. Бряговица, община Стражица, област Велико Търново. Средно образование завършва в София – 5-а девическа гимназия. От 1949 до 1954 г. учи във ВИИИ „Николай Павлович“, специалност „Живопис“ в класа на проф. Дечко Узунов.
От 1956 г. живее и твори в Кюстендил. Член е на СБХ от 1963 г. От 1965 до 1989 г. е творчески секретар на Окръжната група на СБХ – Кюстендил. Междувременно работи като художник в ОП „Кинефикация“ (1957 – 1965 и 1967 – 1969), СП „Комунални услуги“ (1965) и ДИП „Марек“ (1966 – 1967).
Участва във всички окръжни изложби от 1957 г. до 2017 г., във всички изложби на кюстендилски художници, гостуващи в София, Пловдив, Хасково и др. Има участие в редица национални изложби на СБХ в София, Кюстендил, Благоевград, Бургас, Пловдив, Пазарджик, Плевен, Смолян, Сливен, Враца. Участва също в регионални изложби – в Пловдив – на южнобългарските художници, във всички регионални изложби „Струма“ – Кюстендил, Перник и Благоевград от 1977 г. до 2017 г. Нейни творби са включвани в международни изложби на СБХ в Полша, Унгария, Австрия, Холандия, СССР, Турция. Има участие в групови изложби в Кюстендил, Дупница, Брянск, Лимасол. Има самостоятелни изложби в Кюстендил (1975, 1986, 1999), в София – галерия „Арт-36“ (1992), галерия СБХ (1999), галерия „Аргос“ (2009), САЩ (1987), Германия (1990). Участник е в няколко пленера „Св. Лука“ и „Следовници на Майстора“ в Кюстендил, в Рударци, Лом, Разград, Копривщица, Охрид, Кавадарци, Йоаким Осоговски, Куманово, Македонски брод, Власина, Чехановец, Пила (Полша), Дебрецен (Унгария).
Участвала е в делегации по линия на международния обмен на СБХ в Румъния и СССР. През 1986 г. пребивава по линия на СБХ в Сите дез'Ар в Париж. Нейни творби се намират в НХГ, в ХГ-Кюстендил, Благоевград, Перник, Пловдив, Бургас, Разград, Смолян, Хасково, Кърджали; в музеи, художествени сбирки и частни колекции в България, Франция, Италия, Германия, САЩ, Канада, Унгария, Полша, Русия, Кипър, Македония, Сърбия, Босна.
Получавала е награда на СБХ за портрет, голямата награда на „Струма'77“, награда „Миклож Каплар“ – Унгария, няколко награди на окръжни изложби.
Носителка на орден „Кирил и Методий“ III ст. (1975), I ст. (1979).
В ранния период на творчеството си се изявява повече във фигурални композиции с тематика предимно от народната митология, обредност и обичаи („Гергьовден“, „Еньовден“, „Поклади“, „Поличба“, „Хоро“ и др.) Работи и в областта на портрета. В по-късни периоди преминава към по-асоциативни възприятия и условност в изображението („Ден и нощ“, „Нощ и ден“, „Новолуние“, „Мъгла“, „Вятър“, „Простор“, „Воден свят“)
Работи и в областта на акварела, монотипията, рисунката и линогравюрата. Характерни за творбите и са чистите цветни стойности, преобладаваща синьо-зелена гама, контрастни съпоставяния на студена и топла тоналност и оригинална стилистика. Последните и работи са инспирирани предимно от природата с нейното разнообразие и различни състояния.
През 2004 г. е удостоена със званието почетен гражданин на град Кюстендил. От 2020 г. е носител на Националната награда за живопис „Владимир Димитров Майстора“.
Умира в края на 2021 г.
- „Простор-1“
- „Ден и нощ“
- „Копачки“